# Alexandros Khalkokondilis
Alexandros Khalkokondilis (en griego, Αλέξανδρος Χαλκοκονδύλης), (nació en 1880, fecha de fallecimiento desconocida) fue un atleta griego.
Nació en Atenas.
Compitió en los Juegos Olímpicos de Atenas 1896. En la competencia de Salto largo, se ubicó en la cuarta colocación, efectuando una marca de 5,74 metros.
En la competición de 100 metros llanos, Chalkokondylis se ubicó segundo en su serie clasificatoria, con un tiempo de  12,8 segundos.  En la final, mejoró su tiempo, registrando 12,6 segundos, lo que le valió el quinto lugar, apenas por detrás de los ganadores de la medalla de bronce Francis Lane y Alojz Sokol.